# Art Marcum e Matt Holloway
Art Marcum e Matt Holloway são roteiristas americanos. Os dois escreveram o roteiro do filme de super-herói Homem de Ferro da produtora Marvel Studios, que foi dirigido por Jon Favreau e lançado em 2 de maio de 2008. A dupla também escreveu o roteiro do filme de ação Punisher: War Zone, dirigido por Lexi Alexander e lançado em 5 de dezembro de 2008. Eles foram contratados pela Paramount Pictures para co-escrever um roteiro com John Fusco para o filme Teenage Mutant Ninja Turtles, de 2014, mas o roteiro deles nunca foi usado. Art Marcum e Matt Holloway também escreveram o roteiro de Transformers: The Last Knight (2017), com direção de Michael Bay, eles também escreveram o roteiro de Venom (2018) dirigido por Ruben Fleischer dando início ao Universo Homem-Aranha da Sony, atualmente estão escrevendo o roteiro de Kraven, O Caçador marcado para estréia em 2023 com direção de J. C. Chandor e Aaron Taylor-Johnson no papel principal o filme está ambientado no mesmo universo de Venom (2018), Venom: Let There Be Carnage (2021) e Morbius (2022).